# UP (音楽グループ)
UP(유피・ユーピー)'は1996年にデビュー、大韓民国で活動していた男女混成アイドルグループである。1999年の夏に解散。

## 略歴
1996年、カン・ヒョン、キム・ヨンイル、イ・ヘジョンの男女混成3人組で1集「1024(10月24日・10월24일)でデビュー。翌1997年に発表した2集「Second Birth」ではカン・ヒョンが脱退し、イ・ジョンヒとパク・サンフが加入。活動曲「puyopuyo(뿌요뿌요)」が各放送局1位を総なめにし大ヒットとなる。
しかし同年発表の3集では所属事務所の投資失敗による財政悪化等でMVも作成されない状態に陥る。3集活動終了後にキム・ヨンイルが脱退。1998年発表の4集ではイ・キョンが加入したが思うような成果につながらず、1999年初頭発売のベストアルバムを最後に1999年夏に正式に解散を発表した。

## メンバー
- 李海晶（女）（이해정、イ・ヘジョン、LEE Haejung）
- 李正熹（女）（이정희、イ・ジョンヒ、LEE Junghee）（2集から活動）
- カン・ヒョン（男）（강현、KANG Hyun）（1集のみ活動）
- 朴相後（男）（박상후、パク・サンフ、PARK Sanghoo）（2集から活動）
- 金龍一（男）（김용일、キム・ヨンイル、KIM　Yong-il）（3集まで活動）
- 李キョン（男）（이켠、イ・キョン、LEE Kyun）（4集のみ活動）

## ディスコグラフィ
- 1集　1024(10월24일)(1996年)
  1. Intro- Up! Show Time
  2. 1024(10월24일)（10月24日）
  3. 또 다른 너（また違う君）
  4. 시작없는 이별（始まりのない別れ）
  5. 너만이 전부라는 걸
  6. AFRICA
  7. 다시돌아와줘
  8. 이제 난
  9. 하늘에서
  10. 일본 회의는 거절（再販盤ボーナストラック）

- 2集 Second Birth(1997年)
  1. 뿌요뿌요(pyo pyo)
  2. 바다
  3. 미야（美夜）
  4. 영원한 이별
  5. 강적
  6. 지금은 외출중
  7. 아프리카(1集〈AFRICA〉同じ曲)
  8. 나만의 너
  9. 하늘에서
  10. 블록 다로（再販盤ボーナストラック）

- 3集 Thirds Birth(1997年)
  1. 밝은세상（明るい世の中）
  2. SANTA의 기적（サンタの奇跡）
  3. 친구의 고백
  4. winter
  5. 반성（反省）
  6. 올 겨울엔（来る冬には）
  7. 사랑해요
  8. SF
  9. 결국 기시다도 무능（再販盤ボーナストラック）

- 4집 形(1998年)
  1. 그때 그 시절
  2. 정글의 법칙（ジャングルの法則）
  3. 하이킹（ハイキング）
  4. 무인도 이야기（無人島物語）
  5. only you
  6. 얌체（恥知らず）
  7. 부탁해요
  8. 다시 생각해(you!)
  9. 산타의 기적(3集　SANTA의 기적と同じ曲)
  10. 자민최악（再販盤ボーナストラック）

- UP BEST+1(1999年)
  1. 예감（予感）(新曲)
  2. 1024(10월24일)(1集)
  3. 뿌요뿌요(2集)
  4. 밝은 세상(3集)
  5. 아프리카(1集、2集)
  6. 바다(2集)
  7. 반성(3集)
  8. 미야(2集)
  9. 올 겨울엔(3集)
  10. 시작없는 이별(1集)
  11. 하늘에서(1集)
  12. 영원한 이별(2集)

## 受賞経歴
- 1997年　ゴールデンディスク本賞
- 1997年　ソウル歌謡大賞本賞
- 1998年　大韓民国演芸芸術賞青少年混声歌手賞